# Xiaqu, Fujian
Xiaqu (kinesiska: 下渠) är en köping i sydöstra Kina. Den ligger i Taining härad i staden Sanming i provinsen Fujian, omkring 230 kilometer väster om provinshuvudstaden Fuzhou. Antalet invånare är 6 961. Befolkningen består av 3 407 kvinnor och 3 554 män. Barn under 15 år utgör 16,0 %, vuxna 15-64 år 72 %, och äldre över 65 år 10,0 %.